# HEART STATION
《HEART STATION》(하트 스테이션)은 우타다 히카루의 5번째 정규 음반이다.

## 개요
전작 《ULTRA BLUE》로부터 약 1년 9개월 만의 음반이다.
3월 31일 자 오리콘 주간 앨범 차트에서 첫 등장 1위를 획득했다. 초동은 480,081매로 우타다의 앨범 중 가장 낮은 초동을 기록했지만, 후에 드라마 주제가가 된 리컷 싱글 〈Prisoner Of Love〉의 히트 등에 의해 전작을 웃도는 롱 히트를 기록했다. 또, 수록곡 전곡 합계 디지털 다운로드가 1500만 다운로드를 기록했다.

## 수록곡
1. Fight The Blues
2. HEART STATION
  - 20th 싱글.
3. Beautiful World
  - 19th 싱글.
4. Flavor Of Life -Ballad Version-
  - 18th 싱글 〈Flavor Of Life〉의 커플링.
5. Stay Gold
  - 20th 싱글.
6. Kiss & Cry
  - 19th 싱글.
7. Gentle Beast Interlude
8. Celebrate
9. Prisoner Of Love
  - 후에, 21st 싱글로 싱글 컷된다.
10. テイク 5 / 테이크 5
11. ぼくはくま / 나는 곰
  - 17th 싱글.
12. 虹色バス / 무지갯빛 버스
13. Flavor Of Life [Bonus Track]
  - 18th 싱글.